# Rowan Williams
Rowan Douglas Williams, baron Williams of Oystermouth (ur. 14 czerwca 1950 w Swansea) – arcybiskup Canterbury, prymas całej Anglii, lord duchowny w Izbie Lordów oraz zwierzchnik światowej Wspólnoty Anglikańskiej w latach 2003-2012, od 2013 par dożywotni.

## Życiorys
Ukończył studia teologiczne na Uniwersytecie w Cambridge. Święcenia kapłańskie otrzymał w 1978. W 1992 został konsekrowany na biskupa Monmouth. Następnie został w 1999 wybrany arcybiskupem Walii. W grudniu 2002 został wybrany na urząd arcybiskupa Canterbury, zastępując na urzędzie arcybiskupa lorda George’a Leonarda Careya. Uroczysta intronizacja odbyła się 27 lutego 2003. 16 marca 2012 ogłoszono, że od stycznia 2013 przejmie funkcję rektora (ang. Master) Magdalene College Uniwersytetu w Cambridge. Z funkcji arcybiskupa Canterbury ostatecznie zrezygnował 31 grudnia 2012.
W styczniu 2013 ponownie został członkiem Izby Lordów, tym razem jako par dożywotni z tytułem barona Williamsa of Oystermouth. Kreacja na para dożywotniego jest tradycyjnym przywilejem, jaki otrzymuje każdy ustępujący arcybiskup Canterbury, o ile tylko wyrazi na to zgodę. Podobnie jak jego poprzednicy Williams zasiadł w Izbie w grupie crossbenchers, unikając afiliacji z którąś z partii politycznych.
W 2005 w Kairze stwierdził, że Kościół brał w przeszłości narody w niewolę kulturową, eksportując swe pieśni religijne oraz liturgię do wielu odległych krajów na świecie. Przepraszał też za rozpowszechnianie chrześcijaństwa.